# Thomas Diener

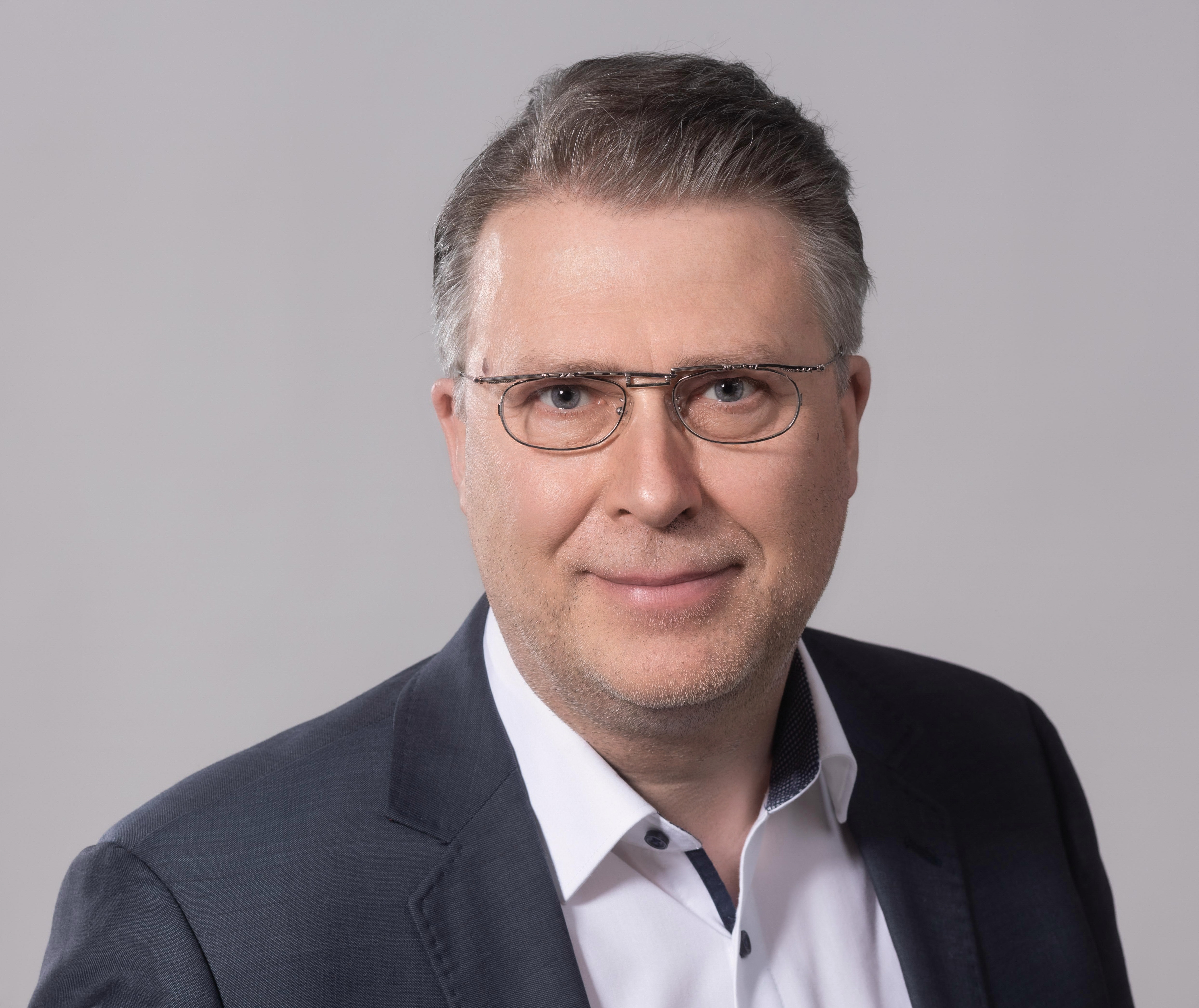
Thomas Diener (2021)

Thomas Diener (* 6. August 1963 in Dellstedt) ist ein deutscher Politiker (CDU). Seit 2021 ist er Abgeordneter im Landtag Mecklenburg-Vorpommern.

## Leben
Diener absolvierte 1982 sein Abitur und war anschließend von 1982 bis 1984 Zeitsoldat bei der Bundeswehr. 1984 begann er ein Studium der Agrarwissenschaften und schloss dieses 1989 als Diplom-Agraringenieur ab. Von 1990 bis 1991 war er als Betriebsberater von Landwirtschaftlichen Produktionsgenossenschaften in Mecklenburg-Vorpommern. 1991 eröffnete er einen eigenen landwirtschaftlichen Betrieb in Lehsten.

## Politik
Diener ist Mitglied der CDU. Von 2004 bis 2011 war er Mitglied des Kreistages des Landkreises Müritz und von 2009 bis 2011 Vorsitzender der dortigen CDU-Fraktion. Seit der Kreisgebietsreform 2011 ist er Mitglied des Kreistages des Landkreises Mecklenburgische Seenplatte. Dort war er von 2011 bis 2014 Vorsitzender der CDU-Kreistagsfraktion. Seit 2014 ist er Kreistagspräsident des Kreistages des Landkreises Mecklenburgische Seenplatte. Seit 2014 ist er Amtsvorsteher des Amtes Penzliner Land und Bürgermeister der Gemeinde Möllenhagen. Zudem ist er stellvertretender Kreisvorsitzender der CDU Mecklenburgische Seenplatte und stellvertretender Vorstandsvorsitzender des Bauernverbandes Müritz.
Bei der Landtagswahl in Mecklenburg-Vorpommern 2021 kandidierte er für die CDU im Wahlkreis Mecklenburgische Seenplatte V. Er rückte gleich zu Beginn der Wahlperiode in den Landtag nach, nachdem Michael Sack sein Mandat nicht angenommen hatte.

## Kontroversen
Im Juli 2025 besuchte Diener ein Sommerfest der rechtsextremen Partei Alternative für Deutschland, was starke Kritik auslöste. Medien sprachen von einem Tabubruch.